# Нікольський район (Вологодська область)
Ніко́льський район (рос. Никольский район) — адміністративна одиниця Вологодської області Російської Федерації.
Адміністративний центр — місто Нікольськ.

## Географія
Район межує з іншими районами:
- на заході — з Бабушкінським
- на півночі — з Кічменгсько-Городецьким
- на сході — з Вохомським
- на південному сході — з Павінським
- на півдні — з Пищузьким, Кологривським й Межевським

Основні річки — Юг, Шарженьга, Кіпшеньга, Лундонга, Унжа

## Історія
Район утворений у серпні 1924 року.

## Населення
Населення району становить 19583 особи (2019; 24488 у 2010, 26461 у 2002).
Міське населення складає 39,9 %, що повністю мешкає у місті Нікольську.

## Адміністративно-територіальний поділ
На території району 1 міське та 6 сільських поселень:
| Поселення                          | Площа, км² | Населення, осіб (2002) | Населення, осіб (2010) | Населення, осіб (2019) | Центр     | Населені пункти |
| ---------------------------------- | ---------- | ---------------------- | ---------------------- | ---------------------- | --------- | --------------- |
| Нікольське міське поселення        | 17,18      | 8649                   | 8511                   | 7965                   | Нікольськ | 1               |
| Аргуновське сільське поселення     | 225,81     | 1599                   | 1183                   | 934                    | Аргуново  | 19              |
| Завразьке сільське поселення       | 953,10     | 1826                   | 1303                   | 1051                   | Завраж'є  | 14              |
| Зеленцовське сільське поселення    | 366,00     | 1749                   | 1266                   | 937                    | Зеленцово | 24              |
| Кемське сільське поселення         | 1648,07    | 2060                   | 1646                   | 1308                   | Борок     | 22              |
| Краснополянське сільське поселення | 2723,64    | 5988                   | 5442                   | 5262                   | Нікольськ | 61              |
| Нікольське сільське поселення      | 1542,91    | 4590                   | 3063                   | 2126                   | Нікольськ | 74              |

- 1 квітня 2013 року ліквідовано Осиновське сільське поселення та Полежаєвське сільське поселення, їхні території увійшли до складу Краснополянського сільського поселення; ліквідовано Мілофановське сільське поселення, його територія приєднана до складу Зеленцовського сільського поселення; ліквідовано Верхньокемське сільське поселення та Нижньокемське сільське поселення, їхні території утворили нове Кемське сільське поселення з центром у селищі Борок[4].
- 25 червня 2015 року ліквідовано Байдаровське сільське поселення, Вахневське сільське поселення, Нігінське сільське поселення та Теребаєвське сільське поселення, їхні території утворили нове Нікольське сільське поселення з центром у місті Нікольськ[5].
- 7 червня 2018 року ліквідовано Пермаське сільське поселення, його територія увійшла до складу Краснополянського сільського поселення[6].

## Найбільші населені пункти
Нижче подано населені пункти з чисельністю населення понад 1000 осіб:
| № | Населений пункт | Населення, осіб (2002) | Населення, осіб (2010) |
| - | --------------- | ---------------------- | ---------------------- |
| 1 | Нікольськ       | 8 649                  | 8 511                  |

## Господарство

### Транспорт
Через район проходять автомобільні дороги Р7 Нікольськ — Чекшіно, Р157 Котлас — Нікольськ — Шар'я, Соколово — Нікольськ, Кожаєво — Завражьє.

## Пам'ятки
У Нікольському районі розташовані заказники Талицький ліс (ландшафтний) й Гладкий бір.
Природні пам'ятки в околицях Нікольська: Кудринський бір площею 660 га (рідкісні види орхідних рослин); урочище Яшкин бір площею 138 га, Бір-біломошник.
На території району зростає у невеликій кількості модрина сибірська, занесена до Червоної книги Вологодської області, що знищується під час вирубки лісу.

## Відомі уродженці
- Анатолій Володимирович Бетехтін(1931—2012) — радянський воєначальник, генерал армії